# Lone Echo
Lone Echo est un jeu vidéo d'aventure en réalité virtuelle développé par Ready At Dawn et édité par Oculus Studios, sorti en 2017 sur Windows. Il est compatible avec l'Oculus Rift.
Il a pour suite Lone Echo II.

## Accueil
- Adventure Gamers : 4,5/5[1]
- Gameblog : 9/10[2]
- IGN : 8,9/10[3]
- Jeuxvideo.com : 17/20[4]